# Héctor De Bourgoing
Héctor Adolfo De Bourgoing (Posadas, 23 giugno 1934 – Bordeaux, 24 gennaio 1993) è stato un calciatore argentino naturalizzato francese.

## Carriera

### Club
De Bourgoing cominciò la sua carriera nel Club Atlético Tigre nella Prima Divisione argentina, nel 1954. Nel 1957 si trasferì al River Plate, dove vinse, nello stesso anno, il suo primo ed unico titolo: il campionato argentino.
Nel 1959 va in Francia, nel Nizza, dove giocò per 4 anni prima di trasferirsi al Bordeaux e infine chiudere la carriera nella stagione 1969-1970 nel RC Paris.

### Nazionale
De Bourgoing giocò 5 partite (0 goal) con la nazionale argentina, prima di trasferirsi in Francia. Secondo le regole dell'epoca, un calciatore argentino non poteva giocare nella sua nazionale se non militava nel suo paese, per questo quelle furono le sue uniche apparizioni nella Selección. Tuttavia, tra il 1962 e il 1966, giocò 3 partite (2 goal) nella nazionale francese, con cui partecipò ai mondiali del 1966, segnando una rete.

## Palmarès

### Club

#### Competizioni nazionali
- Campionato argentino: 1

River Plate: 1957

### Nazionale
- Campeonato Sudamericano de Football: 1

Perù 1957